# China Championship
Die China Championship war ein professionelles Snookerturnier, das von 2016 bis 2019 in China ausgetragen wurde. Austragungsort war Guangzhou im Südosten der Volksrepublik.

## Geschichte
Das Turnier wurde 2016 in die Snooker Main Tour aufgenommen. Neben vier bereits etablierten Turnieren in China wurde damit ein weiteres Profiturnier geschaffen, nachdem China seit den 2000er Jahren nach dem Ursprungsland Großbritannien zum zweitwichtigsten Land im Snookersport geworden war. Guangzhou in der Küstenprovinz Guangdong wurde erstmals Austragungsort eines professionellen Snookerturniers.
Die über vier Jahre laufenden Verträge wurden erst während der Saison 2016/17 unterschrieben und die erste Ausgabe nachträglich in den Kalender der Profitour aufgenommen. Die erste Ausgabe 2016 wurde als Einladungsturnier für die besten Profispieler ohne Wertung für die Snookerweltrangliste konzipiert. Mit einem Preisgeld von insgesamt 650.000 £ und einer Siegprämie von 200.000 £ war es das Turnier mit der dritthöchsten Gewinnsumme der Main Tour und der höchsten Gewinnsumme von Turnieren außerhalb Englands. Sponsor des Turniers ist der Immobilienkonzern Evergrande mit Sitz in Guangzhou.
Ab 2017 wurde das Turnier ein Weltranglistenturnier im üblichen Modus der Main Tour mit 128 Teilnehmern. Die Preisgeldsumme stieg auf 700.000 £, der Sieger bekam 150.000 £. Am Ende der Saison 2019/20 begann weltweit die COVID-19-Pandemie und der folgenden Spielzeit wurden die Profiturniere ausschließlich in Großbritannien ausgetragen. Erst 2023 wurden die chinesischen Einreisebeschränkungen vollständig aufgehoben, die China Championship war aber nicht unter den Turnieren, die in der folgenden Saison wieder aufgenommen wurden.

## Sieger
| Jahr                                       | Austragungsort                         | Sieger                                 | Ergebnis                               | Finalist                               | Hauptsponsor                           | Saison                                 |
| China Championship (Einladungsturnier)     | China Championship (Einladungsturnier) | China Championship (Einladungsturnier) | China Championship (Einladungsturnier) | China Championship (Einladungsturnier) | China Championship (Einladungsturnier) | China Championship (Einladungsturnier) |
| ------------------------------------------ | -------------------------------------- | -------------------------------------- | -------------------------------------- | -------------------------------------- | -------------------------------------- | -------------------------------------- |
| 2016                                       | Guangzhou                              | John Higgins                           | 10:7                                   | Stuart Bingham                         | Evergrande                             | 2016/17                                |
| China Championship (Weltranglistenturnier) |                                        |                                        |                                        |                                        |                                        |                                        |
| 2017                                       | Guangzhou                              | Luca Brecel                            | 10:5                                   | Shaun Murphy                           | Evergrande                             | 2017/18                                |
| 2018                                       | Guangzhou                              | Mark Selby                             | 10:9                                   | John Higgins                           | Evergrande                             | 2018/19                                |
| 2019                                       | Guangzhou                              | Shaun Murphy                           | 10:9                                   | Mark Williams                          | Evergrande                             | 2019/20                                |